# Onze-Lieve-Vrouw ter Potterie

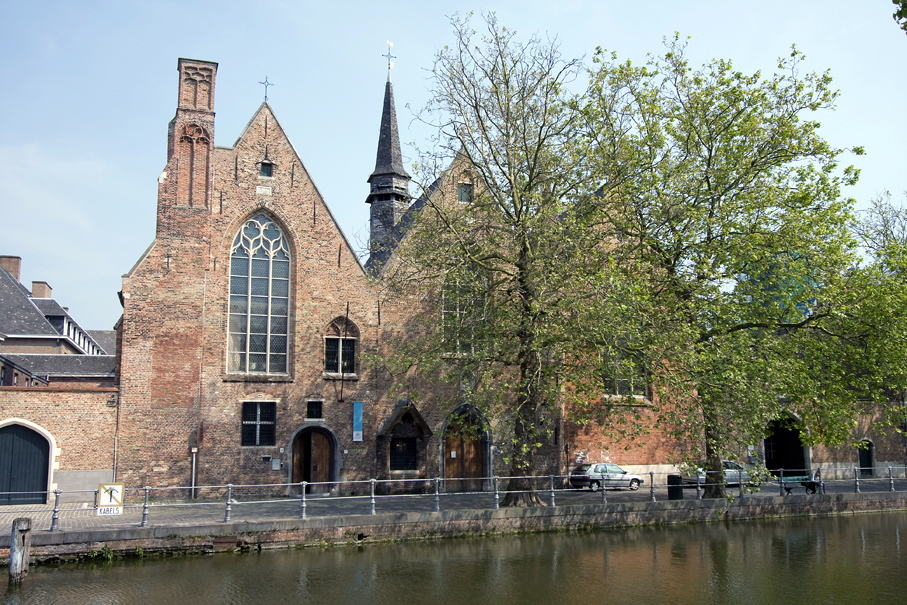
De Onze-Lieve-Vrouw-ter-Potteriekerk

Het Hospitaal van Onze-Lieve Vrouw ter Potterie was een van de middeleeuwse zorginstellingen in de stad Brugge. De stichting van het Hospitaal van Onze-Lieve-Vrouw ter Potterie aan de Potterierei in Brugge dateert van de 13e eeuw.

## Hospitaal
Het hospitaal van Onze-Lieve-Vrouw van de Potterie ontstond ten laatste in 1269, het jaar waarin de eerste voogdennaam werd opgetekend, die van Jan van Scheepsdale. De officiële stichtingsakte dateert van 1276. In documenten komt de naam voor:
- 1290: pro hospitio de Potteria
- 1299: hospitalis de Potteria
- 1399: de Potterije

Het was noodzakelijk een onderscheidende naam te hebben, want er waren heel wat 'hospices' of hospitalen in de stad. Er werd gekozen voor de Potterie omdat er verschillende pottenbakkers langs die rei actief waren (bij opgravingen heeft men heel wat afvalputten met pottenbakkersproductie aangetroffen) en wellicht waren er ook geweest op de plek waar het hospitaal werd gebouwd.
Er bestaat ook een (weliswaar kleine) mogelijkheid dat het om een eigendom ging van een heer van de Potterie.
Er is nog een kleine congregatie van zusters augustinessen ter plaatse. Het hospitaal transformeerde al snel van passantenopvanghuis naar instelling voor ouderenzorg, wat het tot vandaag nog steeds is met de recente nieuwbouw van een woon-zorgcentrum op het achterliggende terrein.

## Mirakelbeeld van Onze-Lieve-Vrouw

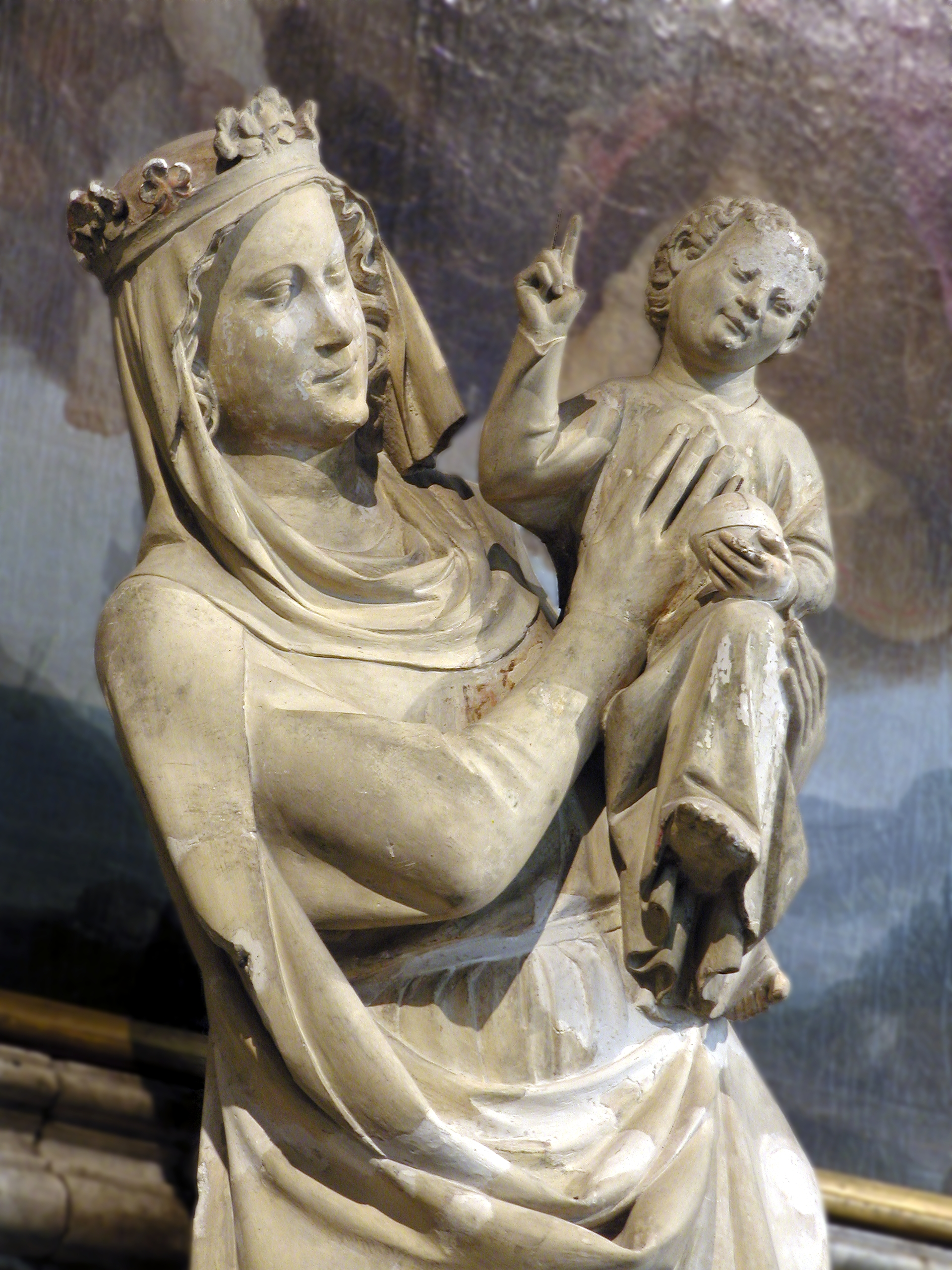
Mirakelbeeld van Onze-Lieve-Vrouw ter Potterie, 13de eeuw, Brugge

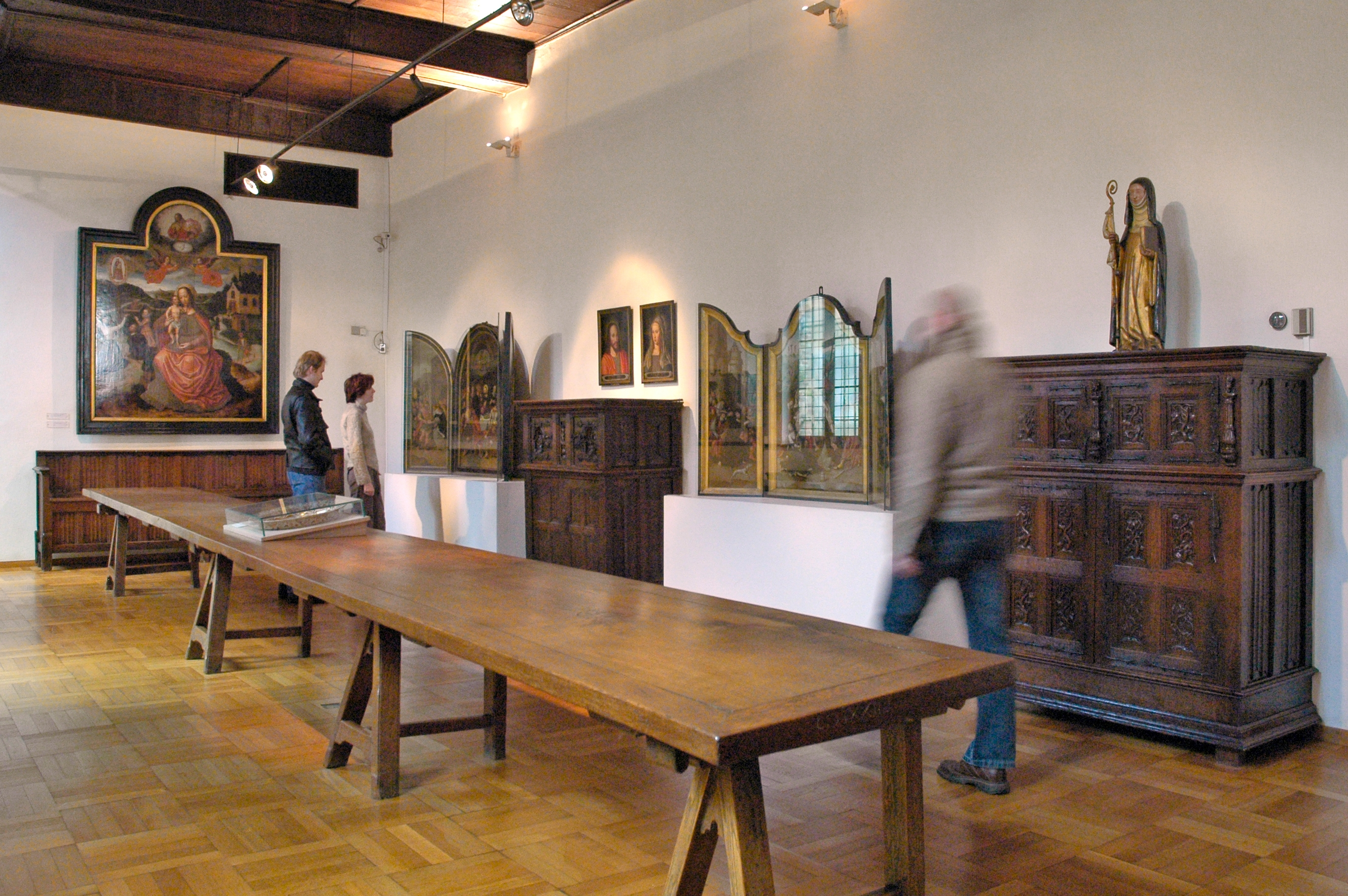
Middeleeuwse ziekenzaal van het Hospitaal van Onze-Lieve-Vrouw ter Potterie

De verering van een mirakelbeeld van Onze-Lieve-Vrouw bezorgde de kerk een bedevaartsstatuut. Het barokke kerkinterieur werd daardoor uitgebreid en rijkelijk versierd. Zowel de kerk als het vroegere hospitaalgebouw zijn als museum te bezoeken. Heel wat schilderijen, beeldhouwwerken, meubilair, wandtapijten, glasramen, een exclusieve zilververzameling en gebruiksvoorwerpen die in het hospitaal en de kerk werden gebruikt, dragen een afbeelding van dat mirakelbeeld.
De zalige Idesbaldus ligt hier opgebaard in een kleine zijkapel.

## Brugge en Pevelenberg
Ieder jaar trekt er een processie uit, de Brugse Belofte, om de Slag bij Pevelenberg te herdenken. In 1304 beloofden de Brugse vrouwen dat zij jaarlijks een kaars aan Onze-Lieve-Vrouw ter Potterie in Brugge zouden offeren als hun zonen en echtgenoten heelhuids van het slagveld terugkeerden. Ze vertrekken aan de Onze-Lieve-Vrouw-van-Blindekenskapel. Jaarlijks (enkel met een onderbreking tussen 1796 en 1839), op 15 augustus, wordt de processie gehouden. Twaalf meisjes brengen een kaars naar de kerk. Een bewijs dat de Vlamingen zich ook als overwinnaars beschouwden.
De Broederschap van Onze-Lieve-Vrouw ter Potterie is aan deze kerk verbonden.

## Galerij

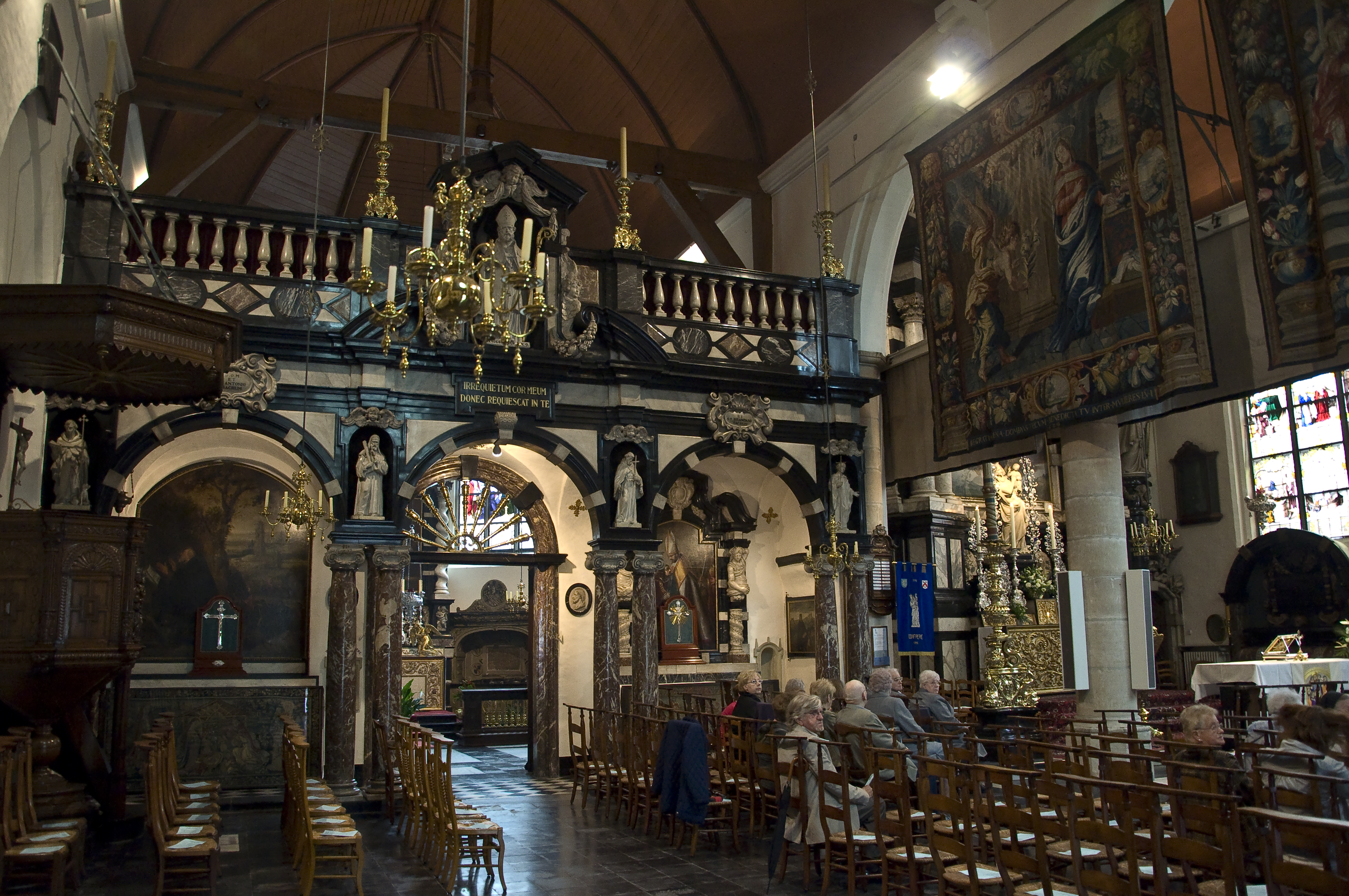
Het interieur
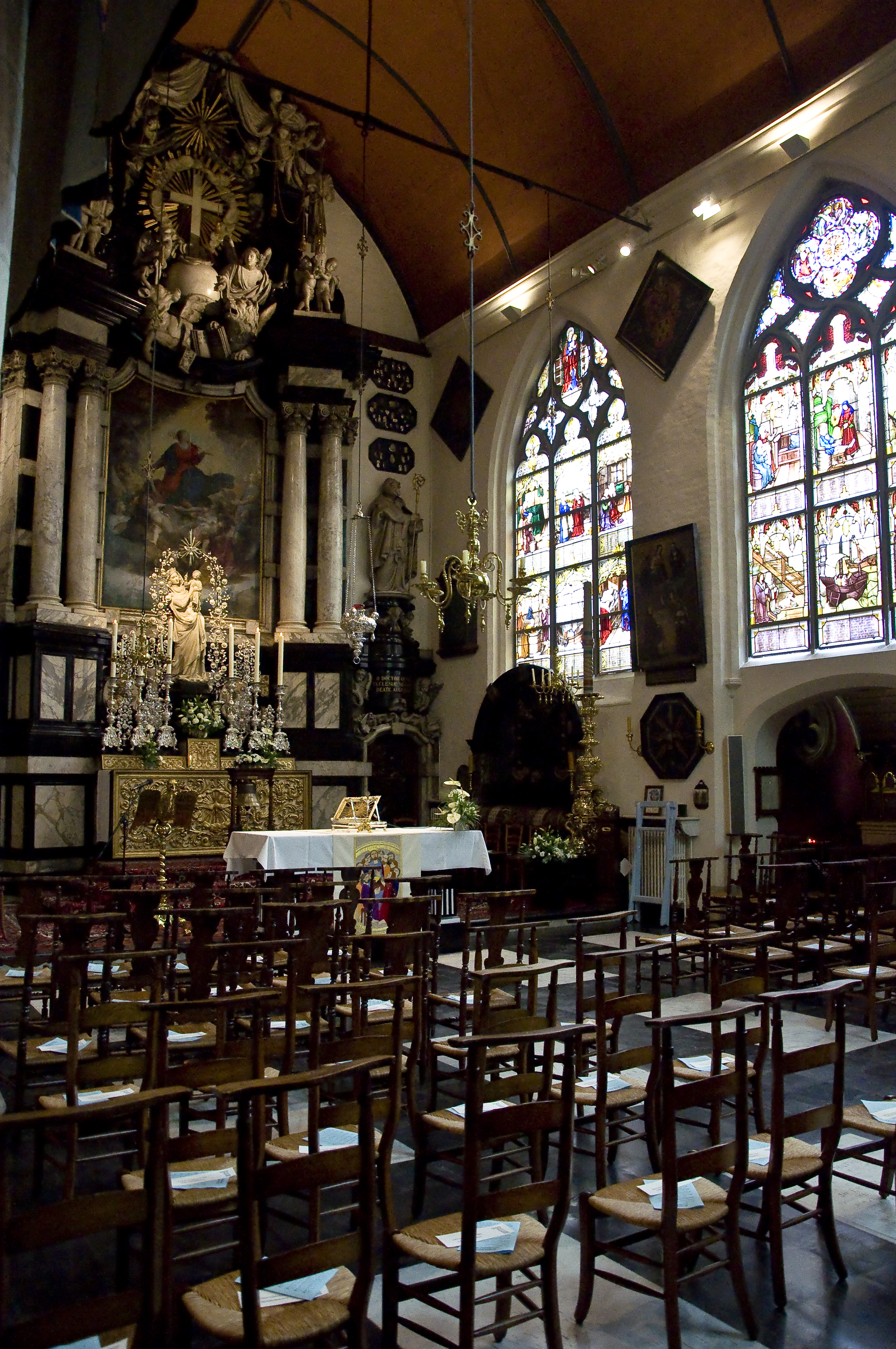